# Салтинью (биологический резерват)
Салтинью (порт. Reserva Biológica de Saltinho) — биологический резерват в Бразилии, в штате Пернамбуку.

## Описание
Биологический резерват Салтинью располагается в штате Пернамбуку, в муниципалитетах Тамандаре и Риу-Формозу. Он занимает площадь 5,62 км² (562,57 га), охватывая один из последних фрагментов прибрежных лесов Пернамбуку. Создан 21 сентября 1983 года, отнесён к категории МСОП Ia (строгий природный резерват). Управляющий орган — Институт по сохранению биоразнообразия имени Чико Мендеса. Цель создания резервата — защита редких, эндемичных и исчезающих видов флоры и фауны, сохранение и восстановление атлантического леса, и поддержка научных исследований.
Рельеф — прибрежная равнина осадочного происхождения, с небольшими холмами и горными хребтами. Высота над уровнем моря колеблется от 41 до 135 метров. Почвы очень глубокие и хорошо дренированные. Через резерват протекает река Салтинью, берущая начало в нескольких километрах к северу от него. В самом резервате река перекрыта дамбой для снабжения водой города Тамандаре.
Среднегодовая температура воздуха составляет 25°С. Годовое количество осадков — 1500 мм.

## Биоразнообразие
В резервате обитают такие виды животных как онцилла (Leopardus tigrinus), оцелот (Leopardus pardalis), среди птиц — полосатая муравьеловка Cercomacroides laeta, белоглазый лесной филидор (Automolus leucophthalmus), чернощёкий гусеницеед (Conopophaga melanops), рыжегорлый гусеницеед (Conopophaga lineata), синешапочный момот (Momotus momota), славковая муравьянка Myrmeciza ruficauda, сорокопутовая муравьеловка Thamnophilus aethiops и длиннохвостая талурания (Thalurania watertonii); встречается креветка Atya scabra.